# Imparfinis nemacheir
Imparfinis nemacheir es una especie de pez de la familia Heptapteridae en el orden de los Siluriformes.

## Morfología
• Los machos pueden llegar alcanzar los 9,9 cm de
longitud total.

## Hábitat
Es un pez de agua dulce.

## Distribución geográfica
Se encuentran en Sudamérica: cuencas de los ríos  Amazonas y Orinoco, y del lago Maracaibo.